# Hygropoda longitarsis
Espèce
Synonymes
- Dendrolycosa longitarsis Thorell, 1877
- Dendrolycosa longitarsis fasciatum Thorell, 1877

Hygropoda longitarsis est une espèce d'araignées aranéomorphes de la famille des Pisauridae.

## Distribution
Cette espèce se rencontre en Indonésie à Sulawesi et au Viêt Nam.

## Description
La femelle subadulte holotype mesure 11,25 mm.

## Liste des sous-espèces
Selon World Spider Catalog (version 19.5, 02/01/2019) :
- Hygropoda longitarsis fasciata (Thorell, 1877)
- Hygropoda longitarsis longitarsis (Thorell, 1877)

## Publication originale
- Thorell, 1877 : Studi sui Ragni Malesi e Papuani. I. Ragni di Selebes raccolti nel 1874 dal Dott. O. Beccari. Annali del Museo Civico di Storia Naturale di Genova, vol. 10, p. 341-637  (texte intégral).